# ARA Punta Delgada (B-16)
El ARA Punta Delgada (B-16) fue un petrolero construido en Estados Unidos como USS Nanticoke (AOG-66).

## Construcción y características
El buque, del diseño T1-M-BT1, fue construido por St. Johns River Shipbuilding en Jacksonville, Florida en 1945. La construcción inició el 16 de enero de 1945 y la botadura fue el 7 de abril del mismo año. El 1 de septiembre fue puesto en servicio de la Armada de Estados Unidos con una tripulación de la Guardia Costera.
Desplazaba 5930 toneladas (estándar) y hasta 6090 t a plena carga. Tenía una eslora de 99,1 metros, una manga de 14,7 m y un calado de 6,1 m. Era impulsado por un motor diésel Westinghouse de 1400 caballos de fuerza de vapor (bhp) de potencia, que le permitía alcanzar una velocidad de 11,5 nudos. Su tripulación consistía en ocho oficiales y 72 marineros.

## Historia de servicio
Fue entregado a la Armada de Estados Unidos en 1945, donde recibió el nombre «USS Nanticoke (AOG-66)». Al año siguiente, fue vendido a American Petroleum Transport Corp., recibiendo el nombre «Sugarland». El mismo año fue vendido nuevamente, esta vez a Argentina, que lo bautizó «ARA Punta Delgada (B-16)».
El 4 de marzo de 1985, sufrió un incendio devastador mientras estaba anclado en el puerto de La Plata. Quedó irrecuperable y no volvió a navegar.